# 合陈镇
合陈镇，是中华人民共和国江苏省泰州市兴化市下辖的一个乡镇级行政单位。

## 行政区划
合陈镇下辖以下地区：
民建社区、合陈村、卜寨村、胜利村、东联合村、东向阳村、凤存村、锦贤村、界牌村、娄子村、朱陈村、朱甜村、陆谦村、红旗村、李秀村、九里港村、高桂村、许港村、万沈村、桂山村、樊奚村、张居村、征孙村、塔港村、邓桥村、成章村、幸福村和甘杨村。

## 交通
- 新长铁路：兴化站